# Stefan Wimmer (Autor)

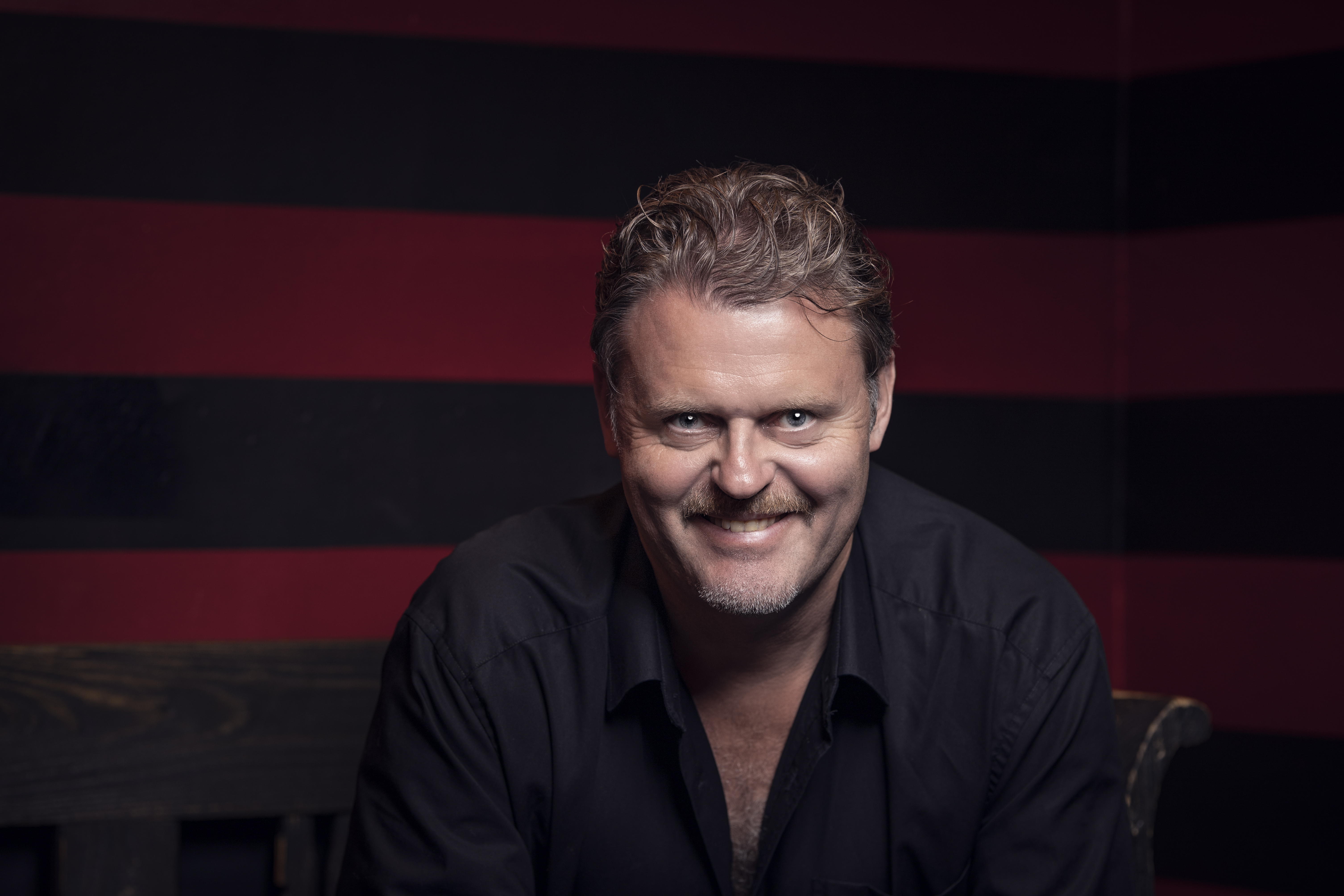
Stefan Wimmer, 2020. Foto: Sebastian Weidenbach.

Stefan „Stevie“ Wimmer (* 13. Januar 1969 in München) ist ein deutscher Schriftsteller und Journalist.

## Leben
Wimmer legte sein Abitur 1988 am Karlsgymnasium München-Pasing ab und studierte anschließend Romanistik, Germanistik und Völkerkunde an der Ludwig-Maximilians-Universität München, bevor er 1997 mit einem Doktorandenstipendium nach Mexiko-Stadt ging. Ein einjähriger Streik an der Universidad Nacional Autónoma de México gab den Ausschlag, dass er das Doktorandenstudium abbrach und sich ganz dem Journalismus widmete. Zu dieser Zeit entstanden auch die ersten Kurzgeschichten, die im Bayerischen Rundfunk gesendet wurden. Nach seiner Rückkehr aus Mexiko arbeitete er mehrere Jahre als Redakteur bei diversen Männerzeitschriften.
Seit 2009 produziert er Features und Reportagen für den Schweizer Rundfunk, WDR, NDR und ORF.

## Werk
Einem breiteren Publikum bekannt wurde Wimmer durch seine Romane Die 120 Tage von Tulúm (2005) und Der König von Mexiko (2008). Obwohl sich seine Bücher durch derben Humor und eine burleske, fast comedyhafte Handlung auszeichnen, wurden sie im Feuilleton überraschend gut besprochen.
Wimmer selbst sieht seine Antihelden – oft ausgesprochene Desperados – in der Tradition des spanischen Schelmenromans, dessen Underdog-Protagonisten der korrupten Gesellschaft einen Spiegel vorhalten. Auch das Genre der amerikanischen Screwball-Comedy übte auf Wimmer nach eigenen Aussagen einen starken Einfluss aus (so ist beispielsweise Der König von Mexiko den Brüdern Peter und Bobby Farrelly gewidmet).
Neben seiner schriftstellerischen Tätigkeit hat Wimmer auch eine historische CD über das Genre der mexikanischen Boleros herausgegeben.

## München-Trilogie
2019 begann Wimmer eine Roman-Trilogie über das München der achtziger Jahre, eine Saga rund um die „Kajal-Clique“, eine Gruppe von vier befreundeten Schülern am Karlsgymnasium München-Pasing. Über den ersten Teil der Trilogie, Die 12 Leidensstationen nach Pasing, schrieb Benedict Wells: „Gott, ist das gut! Wenn das kein Kultbuch wird, weiß ich auch nicht.“. Die Süddeutsche Zeitung nannte es „ein verdammt gutes Buch“. Das Buch wurde auch in die Longlist des Deutschen Popliteraturpreises gewählt. Wimmer selbst sieht seine Roman-Trilogie im Stile von Helmut Dietls Münchner Geschichten. 
Auch der zweite Teil der Trilogie, Lost in Translatione, wurde sehr positiv aufgenommen: „Nicht weniger als der größte Lesespaß des Sommers...“, schrieb die Süddeutsche Zeitung, und Tobias Lehmkuhl vom Deutschlandfunk urteilte: „Natürlich reichen ein paar nostalgische Wörter nicht aus, um dreihundert Seiten zu füllen, da muss etwas mehr passieren, da muss die Intensität, die auf der ersten Seite beschworen wird, fühlbar gemacht werden. Und genau das gelingt Stefan Wimmer.“
Seit 2024 ist Wimmer Mitglied im PEN-Zentrum Deutschland.

## Preise und Auszeichnungen
2010 wurde ihm für sein dreistündiges Radio-Feature über den mexikanischen Bolero, Lange Nacht: Dir gehört mein Leben, der Deutsche Radiopreis verliehen.
Im Winter 2011 war er als Ehrengast auf die Internationale Buchmesse in Guadalajara eingeladen, zusammen mit Herta Müller, Wladimir Kaminer, Doris Dörrie und anderen.
2013 wurde seine Reportage über den Agavenwein Pulque von der Redaktion der Süddeutschen Zeitung zu den besten Reportagen der letzten Jahre gewählt und in Buchform veröffentlicht (Welt. Reise. Geschichten. Süddeutsche Zeitung Edition).

## Bücher
- Wimmer, Stefan: Die 120 Tage von Tulúm. Eichborn Berlin, 2008, ISBN 9783821858333.
- Wimmer, Stefan: Der König von Mexiko. Eichborn Berlin 2008. Neuauflage Blond Verlag, 2016, ISBN 9783981729528.
- Wimmer, Stefan: Das große Bilderbuch der Vulkanvaginas. Blond Verlag, 2015, ISBN 9783981729511.
- Wimmer, Stefan: Die 12 Leidensstationen nach Pasing. Randomhouse 2020. Neuauflage Blond Verlag 2024, ISBN 9783981729580.
- Wimmer, Stefan: Lost in Translatione. Blond Verlag 2024, ISBN 9783981729566.

## CDs
- Mexican Boleros. Songs of Heartbreaking, Passion & Pain (1927–1957) Trikont 2007[19]

## Veröffentlichungen in Anthologien
- „Ich weiß, was ich letzten Sommer getan habe“, in: Einmal Glück und zurück. Ullstein 2005. ISBN 9783548263533
- „Wie man sich ein Stipendium angelt“, in: Urlaubslesebuch. dtv 2007. ISBN 9783423209915
- „Die Strafexpedition“, in: Urlaubslesebuch. dtv 2008. ISBN 9783423210591
- „Der große Job“, in: Jakob Strobel y Serra (Hrsg.): Mexiko. Ein Reiselesebuch. Ellert & Richter Verlag 2008. ISBN 9783831903375
- „Nährlösung und Wärme“, in: Das Münchner Kneipenbuch. Münchner Autoren und ihre Kneipen. Berliner Taschenbuch Verlag 2009. ISBN 9783833304996
- „Nektar der Götter“, in: Welt. Reise. Geschichten. Die besten Reisegeschichten der Süddeutschen Zeitung. Süddeutsche Zeitung Edition 2013. ISBN 9783864971648
- „Zephyr“, in: München schön trinken. Milena Verlag 2014. ISBN 9783902950048